# Michaił Bań
Michaił Wiktarawicz Bań (biał. Міхаіл Віктаравіч Бань, ros. Михаил Викторович Бань, Michaił Wiktorowicz Bań; ur. 1 października 1950 w Dubowie w rejonie krasnosłobodzkim) – białoruski funkcjonariusz służb specjalnych i polityk, deputowany do Rady Najwyższej Republiki Białorusi XIII kadencji, w latach 1996–2000 deputowany do Izby Reprezentantów Zgromadzenia Narodowego Republiki Białorusi I kadencji.

## Życiorys

### Młodość i praca
Urodził się 1 października 1950 roku we wsi Dubowo, w rejonie krasnosłobodzkim obwodu bobrujskiego Białoruskiej SRR, ZSRR. W 1973 roku ukończył Białoruski Uniwersytet Państwowy. Skończył także specjalistyczną szkołę wyższą KGB ZSRR. Posiada stopień pułkownika. W latach 1975–1980 pracował jako pracownik operacyjny w Pińskim Wydziale Miejskim Zarządu KGB. W latach 1980–1984 był pracownikiem operacyjnym w Zarządzie KGB w obwodzie brzeskim. W latach 1984–1986 pełnił funkcję szefa Drohiczyńskiego Biura Rejonowego Zarządu KGB. W latach 1986–1993 pracował jako zastępca szefa wydziału, szef wydziałów w Zarządzie KGB w obwodzie brzeskim. W latach 1993–1994 był zastępcą kierownika Zarządu KGB w obwodzie grodzieńskim. Od 1994 roku pełnił funkcję zastępcy kierownika Zarządu KGB w obwodzie brzeskim.

### Działalność parlamentarna
W drugiej turze wyborów parlamentarnych 28 maja 1995 roku został wybrany na deputowanego do Rady Najwyższej Republiki Białorusi XIII kadencji z Drohiczyńskiego Okręgu Wyborczego Nr 16. 9 stycznia 1996 roku został zaprzysiężony na deputowanego. Od 23 stycznia pełnił w Radzie Najwyższej funkcję członka Stałej Komisji ds. Bezpieczeństwa Narodowego, Obrony i Walki z Przestępczością. Był bezpartyjny, należał do popierającej prezydenta Alaksandra Łukaszenkę frakcji „Zgoda”. Od 3 czerwca był członkiem grupy roboczej Rady Najwyższej ds. współpracy z parlamentem Ukrainy. Poparł dokonaną przez prezydenta kontrowersyjną i częściowo nieuznaną międzynarodowo zmianę konstytucji. 27 listopada 1996 roku przestał uczestniczyć w pracach Rady Najwyższej i wszedł w skład utworzonej przez prezydenta Izby Reprezentantów Zgromadzenia Narodowego Republiki Białorusi I kadencji. Pełnił w niej funkcję członka Komisji Bezpieczeństwa Narodowego. Zgodnie z Konstytucją Białorusi z 1994 roku jego mandat deputowanego do Rady Najwyższej formalnie zakończył się 9 stycznia 2001 roku; kolejne wybory do tego organu jednak nigdy się nie odbyły. Jego kadencja w Izbie Reprezentantów I kadencji zakończyła się 21 listopada 2000 roku.

## Odznaczenia
- Cztery medale ZSRR[2].

## Życie prywatne
Michaił Bań jest żonaty. W 1995 roku mieszkał w Brześciu.